# Joe Wark
Joe Wark (Glasgow, 9 oktober 1947 – 1 oktober 2015) was een Schots profvoetballer.
Wark begon zijn professionele carrière in 1968 bij Motherwell FC. Wark zou hier zestien seizoenen spelen en ook zijn carrière afsluiten. Hij kwam 464 keer uit voor de ploeg en scoorde hierin 14 keer.
Hij overleed in 2015 op 66-jarige leeftijd.